# Fredlanella cerussata
Fredlanella cerussata är en skalbaggsart som först beskrevs av Lane 1964.  Fredlanella cerussata ingår i släktet Fredlanella och familjen långhorningar. Inga underarter finns listade i Catalogue of Life.